# Eva Cadena
Eva Felícitas Cadena Sandoval (Tlalmanalco, Estado de México, 22 de mayo de 1974) Política mexicana. Fue una antigua miembro del Partido Revolucionario Institucional, del Partido Acción Nacional y del Movimiento Regeneración Nacional. Cadena se vio obligada a renunciar a su cargo cuando salieron a la luz grabaciones en las cuales recibe efectivo supuestamente destinado para su partido político, el cual la expulsa por corrupción comprobada. Sin embargo después de enfrentar el desafuero en el congreso local y federal  donde fue desaforada, una vez enfrentado el proceso legal donde se demostró la ilegalidad de los señalamientos logrando un sobreseimiento a su favor, regresó como diputada local para concluir su periodo con diputada independiente.

## Carrera Política
Cadena Sandoval inicia su trayectoria profesional en el PRI al comienzo de los años 2000, pero eventualmente es expulsada por no cubrir sus cuotas. Pasa a militar en el PAN al lado de los alcaldes Antonio Pouchoulen Cárdenas y Renato Tronco Gómez entre 2005 y 2013.
En 2016 es diputada en el Congreso del Estado de Veracruz por MORENA y para 2017 se postula como candidata a la alcaldía de Las Choapas en el mismo estado, pero dimite ante un videoescándalo.

## Escándalo
El 24 de abril de 2017 se publica un video mostrando a una mujer no identificada entregando 500,000 pesos a Cadena supuestamente destinados para el líder de Morena, Andrés Manuel López Obrador. López Obrador respondió que el suceso constituía una trampa para calumniar y políticamente destruir al partido. Cadena insistió en que López Obrador nunca fue informado sobre el dinero y que lo devolvió en su totalidad tras darse cuenta de que cometió un error al aceptarlo.
Un segundo vídeo publicado el 27 de abril de 2017 muestra a Cadena tomando de la misma mujer 10,000 dólares y 50,000 pesos, ahora presuntamente para su campaña. La mujer ofrece 5,000,000 pesos para López Obrador a cambio de una reunión con el presunto candidato a la presidencia de México en 2018. Cadena Sandoval insiste que este video fue filmada cuando regresó el dinero recibido en el primer video.
Los videos fueron filtrados por una fuente anónima al periódico nacional El Universal. En entrevista con el diario, Cadena aseveró que las grabaciones fueron alteradas y que había solicitado a la Procuraduría de Justicia de Veracruz buscar videos de seguridad del hotel para encontrar a los responsables de las grabaciones subrepticias. Por su parte, la Fiscalía Especializada para la Atención de Delitos Electorales (FEPADE) abrió una investigación en torno a las acciones de Cadena.
En un tercer vídeo publicado el dos de mayo de 2017, Cadena recibe 1,000,000 de pesos por parte de un hombre de negocios a cambio de impulsar una ley en el congreso estatal. El día antes la tercera filtración, Cadena declaró que dejaría su curul para afrontar las acusaciones en su contra, mismas que estaban basadas en videos alterados y que daría a conocer los nombres de aquellos implicados. 
El mismo día que este tercer video fue publicado, faltó a una cita previamente establecida con la FEPADE.